# Isothecium physaophyllos
Isothecium physaophyllos là một loài rêu trong họ Brachytheciaceae. Loài này được Welw. & Duby A. Jaeger mô tả khoa học đầu tiên năm 1878.